# Kędzierscy (Adelsgeschlecht)

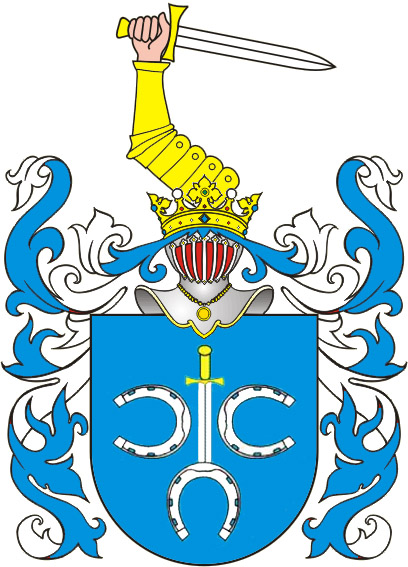
Belina-Wappen

Die Familie Kędzierski des Wappens Belina (vollständige polnische Schreibweise: Kędzierscy herbu Belina) war eine Ritterfamilie, die ursprünglich in Masowien, Łęczyca und Wolhynien ansässig war sowie in den Regionen Bratslav, Trembowla und Halych verbreitet war. Ihre Wurzeln reichen bis in die böhmischen Länder zurück.

## Etymologie des Nachnamens
Der Nachname „Kędzierski“ ist lokaler Herkunft und leitet sich speziell von dem Dorf Kędziorki im Bezirk Brzeziny (heutige Woiwodschaft Łódź) ab.

## Herkunft
Laut dem Wappenbuch von Seweryn Uruski war die Familie Kędzierski in Masowien und Łęczyca ansässig. Die frühesten bekannten Ahnen der Familie sind Andrzej, Melchior und Stanisław Kędzierski, die als Landbesitzer in Kędziorki in den Steuerregistern von 1555 verzeichnet sind. Melchior hatte einen Sohn namens Mikołaj, der 1591 erwähnt wird, und die Familie wurde bekannt durch Michał, der das Amt des Mundschenken von Bratslav im Jahr 1617 innehatte, Stanisław, der 1698 Verwalter von Trembowla war, und Andrzej, Mundschenk von Halych im Jahr 1785.

### Der Łęczyca-Zweig

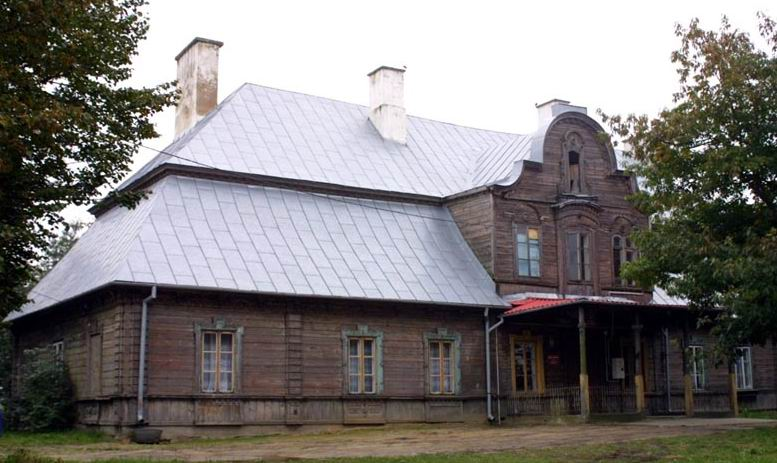
Herrenhaus in Koźniewo Wielkie

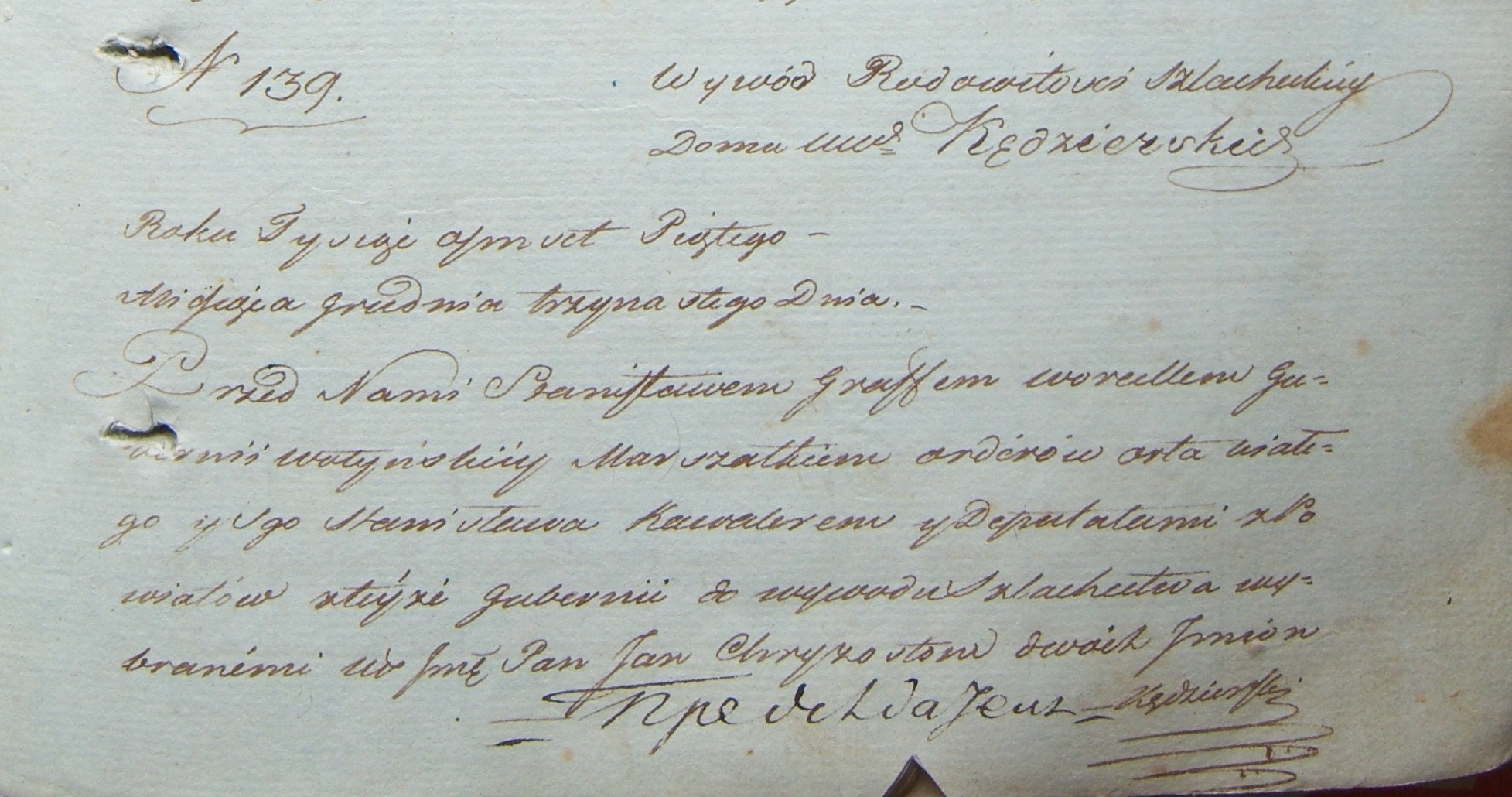
Adelsnachweis von Jan Chryzostom Kędzierski aus dem Jahr 1805

Uruski erwähnt außerdem Walenty, den Landbesitzer des Dorfes Zelgoszcz im Jahr 1769, und dessen Söhne: Michał, Kanoniker von Uniejów, und Felicjan, der Vater von Marianna, die 1796 Ignacy Kosztuski heiratete. Weitere Erwähnungen der Familie Kędzierski beinhalten die Nachfahren von Krzysztof Kędzierski, einem früheren Landbesitzer des Dorfes Zelgoszcz im Jahr 1679. Seine Nachkommen wurden als Adlige im Königreich Polen legitimiert, darunter Franciszek-Dionizy im Jahr 1843 und Józef, ein Offizier im russischen Militär, im Jahr 1857. Adam Boniecki erwähnt die Familie Kędzierski ebenfalls in seinem Wappenbuch. Sein Eintrag deutet darauf hin, dass Jan Kędziorka, der bereits 1418 in Gerichtsdokumenten in Brzeziny erscheint, einer der frühesten Vertreter der Familie gewesen sein könnte. Bis 1940 besaß die Familie ein 572 Hektar großes Anwesen in Koźniewo Wielkie im Bezirk Ciechanów, mit einem spätbarocken Herrenhaus aus dem 18. Jahrhundert, das aus Lärchenholz gebaut wurde und eines der bedeutendsten und größten Holzmanorhäuser in Masowien darstellt.

### Der Wolhynien-Zweig
Nach der Annexion Wolhyniens in die Krone des Königreichs Polen 1569 durch die Union von Lublin begannen Mitglieder der Familie Kędzierski des Wappens Belina, sich in Gebieten der heutigen Ukraine, hauptsächlich in der ehemaligen Woiwodschaft Wolhynien, niederzulassen. Im 17. Jahrhundert hatten Michał und Stanisław Kędzierski Landämter in Bratslav und in der Region Trembowla inne. Zu Beginn des 18. Jahrhunderts ließ sich Sebastian Kędzierski im Dorf Białogródka im Bezirk Zasław nieder, wo seine Nachkommen die Familienlinie fortführten. Im Jahr 1802 reichten Paweł Kędzierski und 1805 Jan Chryzostom Kędzierski, zusammen mit seinen Brüdern Józef und Marcin, Adelsnachweise ein, in denen sie ihre Familienstammbäume darlegten und ihren Adelstand bestätigten. Diese Dokumente, die mehrere Generationen der Familie Kędzierski umfassten, wurden in die Adelsregister der wolhynischen Verwaltung eingetragen. Durch diese formellen Adelsnachweise bekräftigten die Mitglieder der Familie Kędzierski ihre Zugehörigkeit zur Adelsklasse und bewahrten die Traditionen der Familie. Die Familie lebte bis zum Ende des Zweiten Weltkriegs weiterhin in diesen Gebieten.

## Wappen
Die Familie Kędzierski führt das Belina-Wappen, eines der historischen Ritterembleme Polens. Dieses Wappen zeigt in einem blauen Feld ein silbernes Schwert mit goldenem Griff, das nach unten gerichtet ist, zwischen zwei silbernen Hufeisen, die einander zugewandt sind. Die Klinge des Schwerts steckt in einem dritten silbernen Hufeisen, dessen Stollen nach unten weisen. In einigen Versionen des Wappens erscheint ein silbernes Kreuz auf dem Schwert. Der Helm zeigt einen goldenen, gepanzerten Arm, der das gleiche Schwert hält. Die Symbolik des Belina-Wappens betont die ritterlichen Werte der Familie, wie Mut und Kampfbereitschaft. Die Hufeisen stehen für Schutz und Stabilität, während das Schwert an den militärischen Dienst der Vorfahren erinnert.
Eine wörtliche Beschreibung des Belina-Wappens aus dem Adelsnachweis von Paweł Kędzierski von Hryców im Jahr 1802 lautet: „Auf einem Schild drei Hufeisen, die in einem Dreieck angeordnet sind, jedes Hufeisen ist dem anderen abgewandt in einem blauen Feld; auf dem oberen Hufeisen steht ein zweischneidiges deutsches Schwert mit dem Griff nach oben; auf dem Helm ist ein Arm, der ein Schwert nach rechts hält.“
Laut Kacper Niesiecki bezieht sich das Belina-Wappen auf Żelisław II., einen Vorfahren aus der Familie Belina, der angeblich im Kampf seinen Arm verlor und von Herzog Bolesław III. Schiefmund einen goldenen Arm als Belohnung erhielt. Der gepanzerte Arm im Helm symbolisiert diese Belohnung und die Treue der Familie im Dienst des Herzogs. Die Nachfahren von Żelisław II., die Nachnamen aus ihren Familiengütern ableiteten, gründeten mehrere Ritterfamilien, die das Belina-Wappen teilen.

## Geschichte des Hauses Belina
Basierend auf den Arbeiten von Heraldikern wie Bartosz Paprocki und Marcin Bielski sowie böhmischen Chronisten wie Václav Hájek und Bohuslav Balbin, betrachtet Niesiecki die Familie Belina als eine der ältesten Ritterfamilien und führt ihre Wurzeln auf böhmische Länder zurück, wo sie bereits im 9. Jahrhundert hohe Ämter innehatten. Der Stammsitz der Familie Belina war Bílina, wo ihr Einfluss so stark war, dass sie um das Jahr 880 kurzzeitig die Herrschaft über Böhmen erlangten. Zu dieser Zeit bestieg ein Familienmitglied namens Strojmir Belińczyk, der durch seinen Urgroßvater Biwoj, der Běla, die Tochter des böhmischen Herrschers Krok, heiratete, in Verbindung zur Dynastie der Přemysliden stand, den Thron.
Die Macht der Familie Belina wurde jedoch 1041 gebrochen, nachdem die Truppen Kaiser Heinrichs III. Prag betraten, was die Familienmitglieder zur Flucht zwang. Gemeinsam mit anderen böhmischen Ritterfamilien wie den Oksza, Odrowąż, Poraj und Rawicz fanden die Belinas Zuflucht in Polen. Bald erhielten sie durch die Großzügigkeit der masowischen Fürsten Güter in Masowien, insbesondere in der Region Czersk, wo sie sich schließlich niederließen.
Der früheste bekannte Vertreter der Familie Belina in Polen war Żelisław, der während der Herrschaft von Bolesław II. dem Kühnen 1064 erwähnt wird, und später sein Sohn Żelisław II., ein Wojewode und Hetman im Dienst von Bolesław III. Schiefmund, der als einer der tapfersten Kommandeure des Fürsten galt. Im Jahr 1104 wurde Żelisław zum Oberbefehlshaber in einem Feldzug gegen den mährischen Herzog Svatopluk ernannt. In einer Schlacht verlor er seinen rechten Arm und erhielt im Gegenzug von Bolesław einen goldenen Arm, den die Familie dann als Symbol für ihren Mut und ihre Loyalität in ihr Wappen aufnahm.
Laut Bartosz Paprocki starb Żelisław um das Jahr 1120, während er das Amt des Kastellans von Krakau innehatte. Er hinterließ einen Sohn, Bolesław, dessen Söhne durch die Besiedelung verschiedener Ländereien und die Annahme von Nachnamen nach ihren Gütern zahlreiche Familien gründeten, die das Wappen Belina führten. Eine dieser Familien, die ihre Herkunft auf diesen legendären Clan zurückführt, ist die Familie Kędzierski aus Kędziorki.